# Fußball-Verbandsliga Schleswig-Holstein 2005/06
Die Verbandsliga Schleswig-Holstein wurde zur Saison 2005/06 das 59. Mal ausgetragen und bildete den Unterbau der viertklassigen Oberliga Nord. Der Erstplatzierte stieg am Saisonende direkt auf. Die Mannschaften auf den vier letzten Plätzen mussten in die Bezirksoberliga absteigen.

## Vereine
Im Vergleich zur Saison 2004/05 veränderte sich die Zusammensetzung der Liga folgendermaßen: Der TSV Kropp war in die Oberliga Nord auf-, während die zweite Mannschaft des VfB Lübeck wieder aus der Oberliga Nord abgestiegen war. Die fünf Absteiger hatten die Verbandsliga verlassen und wurden durch die vier Aufsteiger TuRa Meldorf, SV Todesfelde (beide erstmals in der höchsten Amateurliga Schleswig-Holsteins), TSB Flensburg (Wiederaufstieg nach einer Saison) und SC Comet Kiel (Wiederaufstieg nach fünf Jahren) ersetzt. Die Liga spielte 2005/06 nur mit 17 Mannschaften.
| Verein            | Stadt                 | Kreis         | Qualifikation                           |
| ----------------- | --------------------- | ------------- | --------------------------------------- |
| VfB Lübeck II     | Lübeck                |               | Absteiger aus der Oberliga Nord         |
| Itzehoer SV       | Itzehoe               | Steinburg     | 1. Platz 2004/05                        |
| Husumer SV        | Husum                 | Nordfriesland | 3. Platz 2004/05                        |
| Rot-Weiß Moisling | Lübeck                |               | 4. Platz 2004/05                        |
| NTSV Strand 08    | Timmendorfer Strand   | Ostholstein   | 5. Platz 2004/05                        |
| SV Henstedt-Rhen  | Henstedt-Ulzburg      | Segeberg      | 6. Platz 2004/05                        |
| FC Kilia Kiel     | Kiel                  |               | 7. Platz 2004/05                        |
| SV Eichede        | Steinburg             | Stormarn      | 8. Platz 2004/05                        |
| Flensburg 08      | Flensburg             |               | 9. Platz 2004/05                        |
| Heider SV         | Heide                 | Dithmarschen  | 10. Platz 2004/05                       |
| TSV Bargteheide   | Bargteheide           | Stormarn      | 11. Platz 2004/05                       |
| Oldenburger SV    | Oldenburg in Holstein | Ostholstein   | 12. Platz 2004/05                       |
| TSV Plön          | Plön                  | Plön          | 14. Platz 2004/05                       |
| TuRa Meldorf      | Meldorf               | Dithmarschen  | Aufsteiger aus der Bezirksoberliga West |
| TSB Flensburg     | Flensburg             |               | Aufsteiger aus der Bezirksoberliga Nord |
| SC Comet Kiel     | Kiel                  |               | Aufsteiger aus der Bezirksoberliga Ost  |
| SV Todesfelde     | Todesfelde            | Segeberg      | Aufsteiger aus der Bezirksoberliga Süd  |

## Saisonverlauf
Die Meisterschaft und den Aufstieg in die Oberliga Nord sicherte sich der SV Henstedt-Rhen. Die letzten vier Mannschaften mussten aus der Verbandsliga absteigen: der Itzehoer SV 16 Jahre nach seinem Aufstieg, der TSV Plön nach zwei Spielzeiten, der NTSV Strand 08 nach acht Jahren und der TSB Flensburg nach einer Saison.

### Tabelle
| Pl. | Verein            | Sp. | S  | U  | N  | Tore    | Diff. | Punkte |
| --- | ----------------- | --- | -- | -- | -- | ------- | ----- | ------ |
| 1.  | SV Henstedt-Rhen  | 32  | 21 | 7  | 4  | 094:320 | +62   | 70     |
| 2.  | SV Eichede        | 32  | 21 | 6  | 5  | 085:330 | +52   | 69     |
| 3.  | FC Kilia Kiel     | 32  | 19 | 5  | 8  | 076:420 | +34   | 62     |
| 4.  | Husumer SV        | 32  | 18 | 7  | 7  | 074:330 | +41   | 61     |
| 5.  | Rot-Weiß Moisling | 32  | 15 | 8  | 9  | 072:470 | +25   | 53     |
| 6.  | Flensburg 08      | 32  | 14 | 8  | 10 | 047:490 | −2    | 50     |
| 7.  | VfB Lübeck II (A) | 32  | 14 | 5  | 13 | 053:450 | +8    | 47     |
| 8.  | Heider SV         | 32  | 12 | 7  | 13 | 033:420 | −9    | 43     |
| 9.  | SV Todesfelde (N) | 32  | 10 | 10 | 12 | 044:440 | ±0    | 40     |
| 10. | Oldenburger SV    | 32  | 10 | 9  | 13 | 041:510 | −10   | 39     |
| 11. | SC Comet Kiel (N) | 32  | 11 | 6  | 15 | 048:700 | −22   | 39     |
| 12. | TSV Bargteheide   | 32  | 12 | 2  | 18 | 042:640 | −22   | 38     |
| 13. | TuRa Meldorf (N)  | 32  | 10 | 8  | 14 | 046:750 | −29   | 38     |
| 14. | Itzehoer SV (M)   | 32  | 7  | 10 | 15 | 048:640 | −16   | 31     |
| 15. | TSV Plön          | 32  | 7  | 7  | 18 | 041:690 | −28   | 28     |
| 16. | NTSV Strand 08    | 32  | 6  | 7  | 19 | 039:770 | −38   | 25     |
| 17. | TSB Flensburg (N) | 32  | 4  | 10 | 18 | 041:870 | −46   | 22     |

| (M) | Staffelsieger der Verbandsliga Schleswig-Holstein 2004/05 |
| (A) | Absteiger aus der Oberliga Nord 2004/05                   |
| (N) | Aufsteiger aus der Bezirksoberliga 2004/05                |